# Gonomyia mitophora
Gonomyia mitophora är en tvåvingeart som beskrevs av Alexander 1935. Gonomyia mitophora ingår i släktet Gonomyia och familjen småharkrankar. Inga underarter finns listade i Catalogue of Life.